# 愛媛県道164号玉川菊間線
愛媛県道164号玉川菊間線（えひめけんどう164ごう たまがわきくません）は愛媛県今治市を通る一般県道である。

## 概要

### 路線データ
- 総延長：12.7 km
- 起点：今治市玉川町龍岡下
- 終点：今治市菊間町浜

## 歴史
- 1958年（昭和33年）6月27日 - 愛媛県告示第566号により、本路線を整理番号48番として県道に認定される[1]。
- 1972年（昭和47年）3月16日 - 愛媛県が愛媛県道164号玉川菊間線として認定。

## 地理

### 通過する自治体
- 今治市

### 交差する道路
- 国道196号
- 国道317号
- 愛媛県道17号北条玉川線
- で愛ふれ愛ロード（越智西部広域農道）

### 重複区間
- 愛媛県道17号北条玉川線（今治市玉川町龍岡下～今治市玉川町葛谷）

### 沿線にある施設など
- 玉川湖
- 今治市玉川龍岡活性化センター（玉川湖畔の里）
- 歌仙村役場跡
- 今治市立菊間小学校
- 今治市立菊間中学校

#### ダム
- 歌仙ダム